# 陽新県
陽新県（ようしん-けん）は中華人民共和国湖北省黄石市に位置する県。

## 地理
陽新県は湖北省南東部、長江南岸、幕阜山の北麓に位置する。地勢は西高東低いであり丘陵地帯と平原により構成されている。
市街地東部の網湖と富水下流部一帯はミミセンザンコウ、カラチョウザメ、ニホンウナギ、コビトジャコウジカ、スマトラカモシカ、カリガネなどの動物の生息地で、2018年にラムサール条約登録地となった。

## 歴史
前201年、前漢により下雉県が設置される。その後三国時代の呉に陽新県・奉新県、西晋に高陵県、南朝梁に安昌県、陳に永興県が設置された。隋代に陽新県・奉新県・安昌県が永興県に編入、北宋に永興県に興国軍が置かれ、元代に興国軍が興国路と改められ、明・清代までは興国州が設置された。
中華民国が成立すると1912年（民国元年）に興国県と設置されたが、1914年（民国3年）に陽新県と改称され現在に至る。上位行政区画については、1949年から1952年までは大冶専区に、1952年6月からは黄岡専区に、1965年7月からは咸寧専区・咸寧地区に、1997年1月1日から黄石市にそれぞれ属した。

## 行政区画
- 鎮:興国鎮、富池鎮、黄顙口鎮、韋源口鎮、太子鎮、大王鎮、陶港鎮、白沙鎮、浮屠鎮、三渓鎮、竜港鎮、洋港鎮、排市鎮、木港鎮、楓林鎮、王英鎮

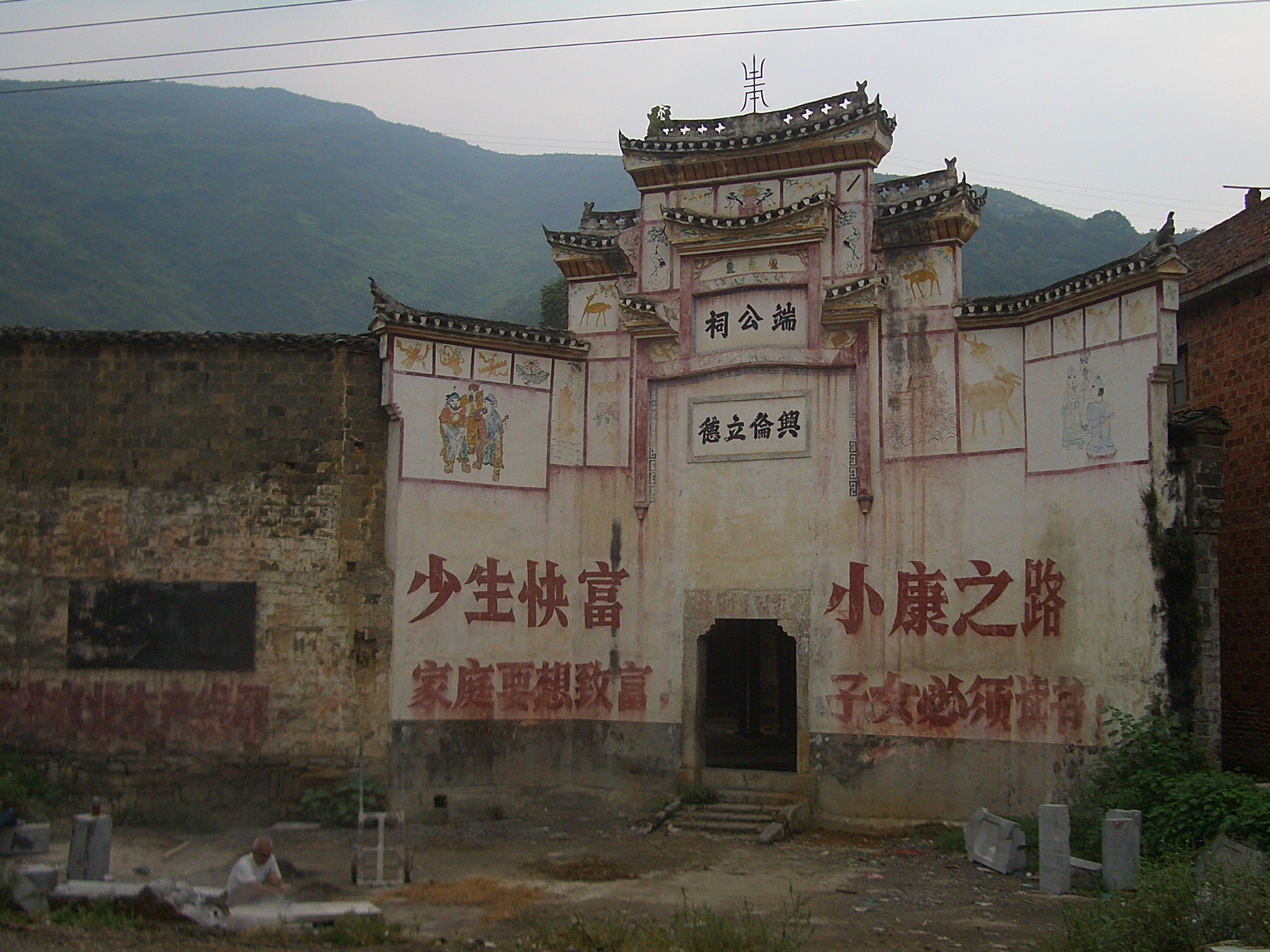
竜港鎮新屋鋪村・端公祠

## 健康・医療・衛生
- 陽新県人民医院